# MECC
El Minnesota Educational Computing Consortium (més tard Corporation), més conegut com a MECC, va ser una organització fundada el 1971 més coneguda per desenvolupar la sèrie de videojocs d'entreteniment educatiu The Oregon Trail i els seus derivats. L'objectiu de l'organització era coordinar i oferir serveis informàtics a les escoles de l'estat de Minnesota; tanmateix, el seu programari finalment es va fer popular a les escoles de tot el món. MECC tenia la seva seu al Brookdale Corporate Center a Brooklyn Center, Minnesota. Va ser adquirit per SoftKey el 1995 i es va tancar el 1999.

## Jocs
Durant la seva vida, la companyia va produir una sèrie de programes que s'han convertit en coneguts pels estudiants nord-americans de les generacions X i Y.[1] A més d'Oregon Trail, d'altres van ser The Secret Island of Dr. Quandary, The Yukon Trail, The Amazon Trail, Odell Lake, Zoyon Patrol, Number Munchers, Word Munchers, Fraction Munchers, Super Munchers, Lemonade Stand, Spellevator, Storybook Weaver, My Own Stories, Museum Madness, Jenny's Journeys i DinoPark Tycoon. El joc Freedom!, que va fer que el jugador intentés escapar de l'esclavitud al ferrocarril subterrani, va ser llançat el 1992 però es va retirar del mercat el 1993 després de les queixes dels pares sobre el seu ús a classe.